# Microsoft Visio
Microsoft Visio (по-рано Microsoft Office Visio) е приложение за диаграми и векторна графика, част от семейството на Microsoft Office. Продуктът е представен за първи път през 1992 г., произведен от Shapeware Corporation, по-късно преименувана на Visio Corporation. Той е придобит от Microsoft през 2000 г. Олекотена версия на Visio е включена във всички търговски варианти на Microsoft 365 и е известна като Visio в Microsoft 365. Visio Plan 1 включва уеб приложението Visio, докато Visio Plan 2 осигурява достъп както до уеб приложението, така и до настолното приложение.

## Характеристика
Microsoft Visio се използва за създаване на типове диаграми като блок схеми, организационни диаграми, етажни планове, мрежови диаграми (визуализация на графи), UML диаграми, мисловни карти и др. Също така често се използва за сценарии като картографиране на процеси и визуално сътрудничество. Последната версия на Visio също има визуализация на данни, която позволява на потребителите да създават диаграми от данни на Excel и също така да вграждат диаграми на Visio в информационните табла на Power BI.
Microsoft прави Visio 2013 за Windows наличен в две издания: Standard (стандартно) и Professional (професионално). Изданията Standard и Professional споделят един и същ интерфейс, но изданието Professional има допълнителни шаблони за по-усъвършенствани диаграми и оформления, както и възможности, предназначени да улеснят потребителите да свързват своите диаграми с източници на данни и да показват своите данни графично.
Изданието Professional включва три допълнителни типа диаграми, както и интелигентни правила, валидиране и подпроцес (разбивка на диаграма).  Visio Professional се предлага и като допълнителен компонент на абонамент за Office365. 
На 22 септември 2015 г. Visio 2016 е пуснат заедно с Microsoft Office 2016. Добавени са няколко нови функции, като свързване в една стъпка с данни на Excel, защита на правата за информация (IRM) за Visio файлове, модернизирани форми за оформление на офис, подробни форми за планове на обекти, актуализирани форми за етажни планове, модерни форми за дома планове, IEEE съвместими форми за електронни диаграми, нова гама от начални диаграми и нови теми за интерфейса на Visio. 
Моделирането на база данни във Visio се основава на диаграма на модел на база данни (DMD).

### Файлови формати
Всички предишни версии на Visio използват VSD, патентован двоичен файлов формат. Visio 2010 добавя поддръжка за файловия формат VDX, който е добре документиран формат, базиран на XML схема („DatadiagramML“), но все още използва VSD по подразбиране.
Visio 2013 премахва поддръжката за запис на VDX файлове в полза на новите файлови формати VSDX и VSDM и ги използва по подразбиране. Създаден въз основа на стандарт Open Packaging Conventions (OPC) (ISO 29500, част 2), VSDX или VSDM файл се състои от група XML файлове, архивирани в ZIP файл.  VSDX и VSDM файловете се различават само по това, че VSDM файловете могат да съдържат макроси. Тъй като тези файлове са податливи на инфекция с макровируси, програмата налага строга защита върху тях.
Докато VSD файловете използват подобна на LZW компресия без загуби, VDX не се компресира. Следователно VDX файлът обикновено заема 3 до 5 пъти повече място за съхранение. VSDX и VSDM файловете използват същата компресия като ZIP файловете.
Visio също поддържа запазване на файлове във SVG файлове, други диаграмни файлове и изображения. Изображенията обаче не могат да се отварят.

## История
Visio започва като самостоятелен продукт, създаден от Shapeware Corporation; версия 1.0, изпратена през 1992 г. Предварителната версия, версия 0.92, е разпространена безплатно на флопи диск заедно с помощна програма за оценка на готовността на системите на Microsoft Windows. През 1995 г. Shapeware Corporation променя името си на Visio Corporation, за да се възползва от пазарното разпознаване и свързания с него продукт. Microsoft придобива Visio през 2000 г., преименувайки го като програма на Microsoft Office. Подобно на Microsoft Project обаче, той никога не е официално включен в нито един от пакетите на Office. Microsoft включва издание на Visio for Enterprise Architects с някои издания на Visual Studio .NET 2003 и Visual Studio 2005. 
Заедно с Microsoft Visio 2002 Professional, Microsoft представя Visio Enterprise Network Tools и Visio Network Center. Visio Enterprise Network Tools е допълнителен продукт, който позволява автоматично диаграмиране на мрежови и директорийни услуги. Visio Network Center е уебсайт, базиран на абонамент, където потребителите могат да намерят най-новото съдържание на мрежовата документация и точни копия на форми на мрежово оборудване от 500 водещи производители.  Първият е преустановен, докато функциите за намиране на форма на втория вече са интегрирани в самата програма.  Visio 2007 е пуснат на 30 ноември 2006 г.
Microsoft Visio приема ленти в своя потребителски интерфейс във Visio 2010.  Microsoft Word, Excel, PowerPoint, Access и Outlook (до известна степен) вече са приели лентата с пускането на Microsoft Office 2007. 
19 ноември 2012 г.: BPMN 2.0 е използван в Microsoft Visio. 

### Версии
- Visio v1.0 (Standard, Lite, Home (стандартен, олекотен, домашен))
- Visio v2.0
- Visio v3.0
- Visio v4.0 (Standard, Technical (стандартен, технически))
- Visio v4.1 (Standard, Technical (стандартен, технически))
- Visio v4.5 (Standard, Professional, Technical (стандартен, професионален, технически))
- Visio v5.0 (Standard, Professional, Technical (стандартен, професионален, технически))
- Visio 2000 (v6.0; Standard, Professional, Technical, Enterprise (стандартен, професионален, технически, за предприятия)) – по-късно актуализиран до SP1 и марка Microsoft след придобиването на Visio Corporation
- Visio 2002 (v10.0; Standard, Professional (стандартен, професионален))
  - Visio for Enterprise Architects 2003 (VEA 2003) – базиран на Visio 2002 и включен с Visual Studio .NET 2003 Enterprise Architect edition
- Office Visio 2003 (v11.0; Standard, Professional (стандартен, професионален))
  - Office Visio for Enterprise Architects 2005 (VEA 2005) – базиран на Visio 2003 и включен с Visual Studio 2005 Team Suite и Team Architect edition
- Office Visio 2007 (v12.0; Standard, Professional (стандартен, професионален))
- Visio 2010 (v14.0; Standard, Professional, Premium (стандартен, професионален, премиум))
- Visio 2013 (v15.0; Standard, Professional (стандартен, професионален))
- Visio 2016 (v16.0; Standard, Professional (стандартен, професионален), Office 365)
- Visio Online Plan 1 (Уеб базиран редактор), Visio Online Plan 2 (Десктоп, Office 365)
- Visio 2019 (v16.0; Standard, Professional (стандартен, професионален))
- Visio 2021 (Standard, Professional (стандартен, професионален))